# Hermanie Pierre
Hermanie Pierre là một kỹ sư dân sự người Mỹ gốc Haiti và là người của công chúng. Cô được biết đến nhiều nhất với vai trò là Hoa hậu Quốc tế Haiti, một danh hiệu mà cô đã giành được vào năm 2012 trong khi cũng giành chiến thắng giải Miss Congeniality tại cuộc thi Hoa hậu Quốc tế cùng năm. Pierre là một kỹ sư xây dựng và cô làm việc trong các dự án đường bộ cho Bộ Giao thông và Đường cao tốc bang Arkansas. Cô cũng được vinh danh là một trong số 20 nhà lãnh đạo thập niên 20 có ảnh hưởng nhất (20 in their 20s Most Influential Leaders) bởi Arkansas Business năm 2013.

## Thơ ấu và giáo dục sớm
Pierre được sinh ra ở Port-au-Prince, nơi cô được nuôi dưỡng cho đến năm 14 tuổi khi cô di cư sang Hoa Kỳ để được đoàn tụ với cha mẹ. Cô phải học tiếng Anh cũng như thích nghi với một nền văn hóa mới, tốt nghiệp trường trung học Mount Juliet với danh hiệu cao mặc dù tiếng Anh không phải là ngôn ngữ mẹ đẻ của cô. Cô đã giành được học bổng để theo học Đại học bang Tennessee, nơi cô tốt nghiệp loại giỏi, lấy bằng Kỹ sư Xây dựng.

## Sự nghiệp
Sau khi tốt nghiệp, Pierre gia nhập Bộ Giao thông và Đường cao tốc bang Arkansas với tư cách là kỹ sư xây dựng. Cô đã tham gia vào các dự án đường bộ lớn cho tiểu bang, bao gồm một dự án trị giá hàng triệu đô la cho Xa lộ Liên tiểu bang 430 và Xa lộ Liên tiểu bang 630.
Pierre đã tham gia nhiều cuộc thi sắc đẹp cả ở Hoa Kỳ và quốc tế. Cô đã giữ danh hiệu Hoa hậu Quốc tế Haiti 2012 cũng như tham gia Hoa hậu Quận Saline Hoa Kỳ (Miss Northeast Arkansas) và Hoa hậu Đông Bắc Arkansas. Cô cũng đại diện cho Haiti trong cuộc thi Hoa hậu Quốc tế 2012, bước chân vào top 10 và giành giải Miss Congeniality.
Pierre cũng là một nhà văn và là tác giả của cuốn sách Làm thế nào tôi mua một ngôi nhà trị giá 250000 đô la khi còn ở trường đại học (How I Bought A $250000 House While Still In College). Cuốn sách kể chi tiết về cách cô kiếm được tiền học bổng ở trường đại học và có thể đặt khoản thanh toán cho một ngôi nhà trị giá 250 nghìn đô. Cuốn sách được xuất bản bởi Amazon Digital Services vào năm 2014. Là một nhà từ thiện, Pierre đã tạo ra một quỹ học bổng để giúp sinh viên ở Haiti chi trả tiền học tập.